# Parc naturel régional des Préalpes d'Azur
Le parc naturel régional des Préalpes d'Azur est un parc naturel régional français créé le 30 mars 2012 et situé dans le département des Alpes-Maritimes, en région Provence-Alpes-Côte d'Azur. Il est précisément localisé dans les Préalpes de Grasse, entre les vallées de la Siagne, du Loup, de la Cagne, de l'Estéron et du Var.
Il s'étend entre 300 et 1 800 m d'altitude, sur 48 communes, recouvrant des paysages diversifiés, en raison de la double influence climatique méditerranéenne et montagnarde : rocailles et landes arides, vallées, gorges et clues, espaces forestiers et plaines cultivées ou pâturées.

## Géographie

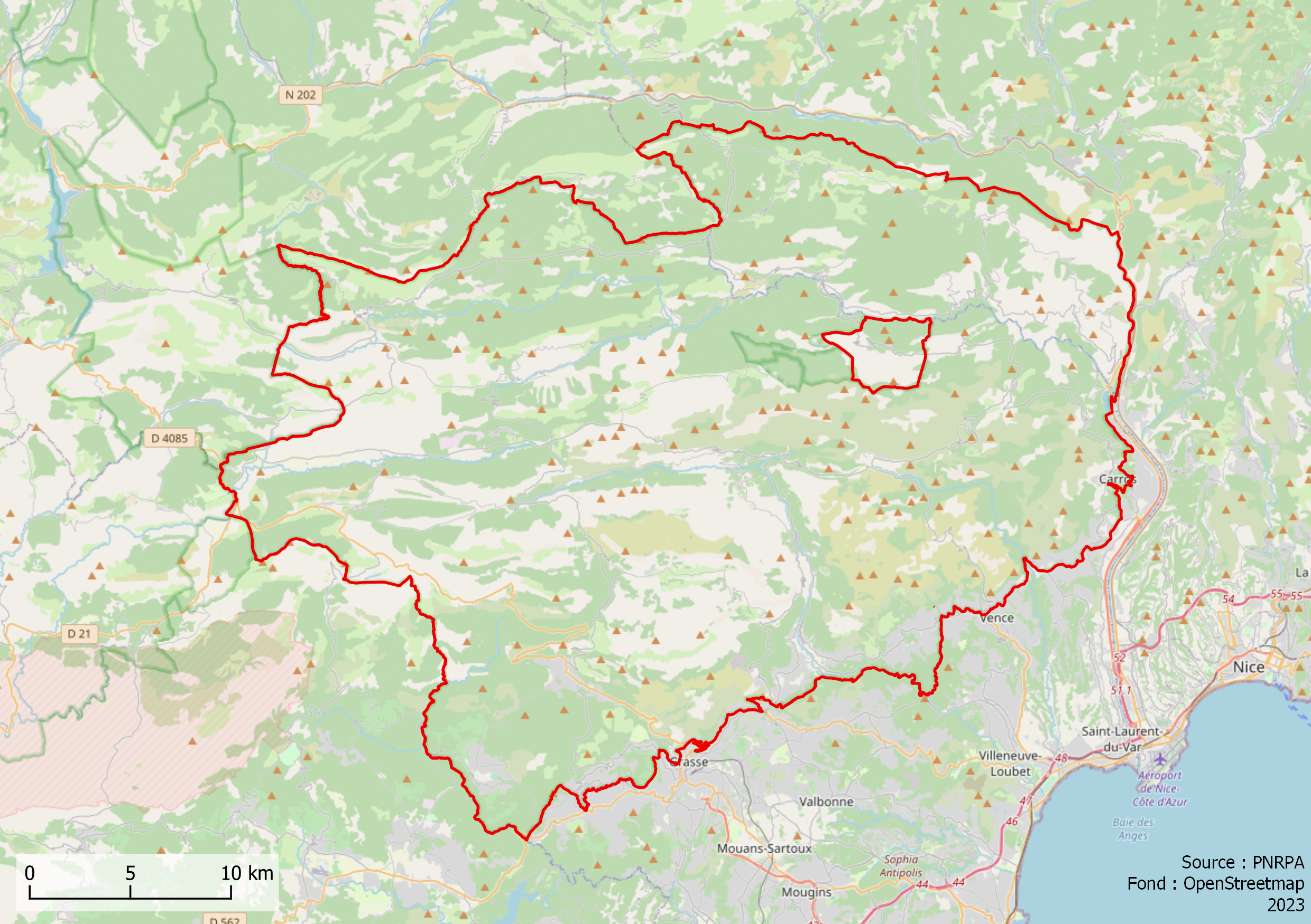
Périmètre du PNR.

Le parc s'étend sur 48 communes : Aiglun, Amirat, Andon, Ascros, Le Bar-sur-Loup, Bézaudun-les-Alpes, Bonson, Bouyon, Briançonnet, Le Broc, Cabris, Caille, Carros, Caussols, Cipières, Collongues, Courmes, Coursegoules, Cuébris, Escragnolles, Les Ferres, Gars, Gattières, Gilette, Gourdon, Grasse, Gréolières, Le Mas, Les Mujouls, La Penne, Pierrefeu, Revest-les-Roches, Roquestéron, La Roque-en-Provence, Saint-Antonin, Saint-Auban, Saint-Cézaire-sur-Siagne, Saint-Jeannet, Saint-Vallier-de-Thiey, Sallagriffon, Séranon, Sigale, Spéracèdes, Toudon, Tourette-du-Château, Tourrettes-sur-Loup, Valderoure, Vence.

## Historique

Logo du parc.

- 2004 : la Région PACA prescrit l’élaboration de la Charte du PNR des Préalpes d’Azur, à la suite de la sollicitation du département des Alpes-Maritimes et du SIVU des cantons de Saint Auban et Coursegoules
- 2007 : création du Syndicat Mixte de préfiguration du PNR, regroupant les communes, intercommunalités, le Département et la Région
- 2008-2009 : concertation locale avec les habitants, professionnels, associations, élus et partenaires pour définir le projet de Charte du PNR
- 2010 : venue sur le territoire des rapporteurs des instances nationales et avis intermédiaires
- 2011 : enquête publique, délibération de l’ensemble des collectivités concernées et élaboration du programme d’actions
- 30 mars 2012 : parution au journal officiel du décret ministériel de classement du Parc des Préalpes d’Azur[2].

## Charte
La politique du parc est construite autour de quatre axes :
1. fédérer les acteurs du territoire autour de la protection et de la gestion de l’exceptionnelle biodiversité et du paysage des Préalpes d’Azur
2. permettre le développement d’un territoire exemplaire, solidaire et dynamique
3. consolider l’identité du territoire par la valorisation des patrimoines
4. positionner l’homme comme acteur du projet de territoire

## Quelques chiffres
- 32 000 habitants
- 90 000 hectares
- 48e Parc naturel régional de France
- 6e Parc naturel régional de PACA
- Plus de 2 000 espèces végétales, soit environ un tiers de la flore française métropolitaine
- 1 952 cavités, 137 km de galeries souterraines
- Le « château d’eau » de la Côte d'Azur
- Une des plus grandes zones pastorales des Alpes-Maritimes